# Selección de baloncesto de Ecuador
La selección de baloncesto de Ecuador es el equipo formado por jugadores de nacionalidad ecuatoriana que representa a la Federación Ecuatoriana de Básquetbol en las competiciones internacionales organizadas por la Federación Internacional de Baloncesto (FIBA) o el Comité Olímpico Internacional (COI): los Juegos Olímpicos, la Copa Mundial de Baloncesto y el Campeonato FIBA Américas.

## Plantilla
- Lista de jugadores convocados que disputaron el Pre-Clasificatorio a la FIBA AmeriCup de 2025.[1]

| Ecuador                    | Ecuador            | Ecuador | Ecuador | Ecuador | Ecuador                              |
| Num                        | Jugador            | Pos     | Altura  | Edad    | Equipo                               |
| -------------------------- | ------------------ | ------- | ------- | ------- | ------------------------------------ |
| 3                          | Adrián Rivadeneira | E       | 1,82 m  | 21      | Punto Rojo LR                        |
| 5                          | Martín Martínez    | A       | 1,82 m  | 27      | Federación Ecuatoriana de Básquetbol |
| 6                          | Renán Moscoso      | B       | 1,78 m  | 25      | Agente libre                         |
| 9                          | Mateo Moncayo      | B       | 1,72 m  | 21      | Agente libre                         |
| 10                         | Víctor Barahona    | A       | 1,81 m  | 22      | Agente libre                         |
| 11                         | Johu Castillo      | A       | 2,00 m  | 23      | Hispano Americano                    |
| 12                         | Alexander Guerra   | A       | 1,96 m  | 27      | Federación Ecuatoriana de Básquetbol |
| 15                         | Joseph Caicedo     | AP      | 1,95 m  | 18      | Quimsa                               |
| 22                         | Adriano Barreras   | E       | 1,80 m  | 30      | Nacional Potosí                      |
| 23                         | Jordan Cárdenas    | P       | 2,05 m  | 24      | Federación Ecuatoriana de Básquetbol |
| 34                         | Bryan Carabalí     | P       | 2,14 m  | 23      | Quimsa                               |
| 43                         | José Noboa         | AP      | 2,03 m  | 18      | Piratas de Los Lagos                 |
| Entrenador: Pablo Zeballos |                    |         |         |         |                                      |

## Partidos

### Próximos encuentros
| Fecha                | Ciudad     | Competición                      | Local    |                     | Resultado |                      | Visitante |
| -------------------- | ---------- | -------------------------------- | -------- | ------------------- | --------- | -------------------- | --------- |
| 26 de junio de 2016  | Caracas    | Campeonato Sudamericano 2016     | Ecuador  | Bandera de Ecuador  | 34:97     | Bandera de Venezuela | Venezuela |
| 27 de junio de 2016  | Caracas    | Campeonato Sudamericano 2016     | Brasil   | Bandera de Brasil   | 107:65    | Bandera de Ecuador   | Ecuador   |
| 29 de junio de 2016  | Caracas    | Campeonato Sudamericano 2016     | Ecuador  | Bandera de Ecuador  | 57:71     | Bandera de Paraguay  | Paraguay  |
| 30 de junio de 2016  | Caracas    | Campeonato Sudamericano 2016     | Bolivia  | Bandera de Bolivia  | 75:74     | Bandera de Ecuador   | Ecuador   |
| 7 de agosto de 2018  | Cochabamba | Pre-Clasificatorio AmeriCup 2022 | Bolivia  | Bandera de Bolivia  | 78:51     | Bandera de Ecuador   | Ecuador   |
| 12 de agosto de 2018 | Quito      | Pre-Clasificatorio AmeriCup 2022 | Ecuador  | Bandera de Ecuador  | 81:76     | Bandera de Bolivia   | Bolivia   |
| 12 de junio de 2021  | Tarija     | Pre-Clasificatorio Mundial 2023  | Bolivia  | Bandera de Bolivia  | 91:57     | Bandera de Ecuador   | Ecuador   |
| 16 de junio de 2021  | Guayaquil  | Pre-Clasificatorio Mundial 2023  | Ecuador  | Bandera de Ecuador  | 69:51     | Bandera de Bolivia   | Bolivia   |
| 23 de mayo de 2023   | Ibarra     | Pre-Clasificatorio AmeriCup 2025 | Ecuador  | Bandera de Ecuador  | 90:68     | Bandera de Bolivia   | Bolivia   |
| 27 de mayo de 2023   | Tarija     | Pre-Clasificatorio AmeriCup 2025 | Bolivia  | Bandera de Bolivia  | 86:81     | Bandera de Ecuador   | Ecuador   |
| 23 de junio de 2023  | Valdivia   | Pre-Clasificatorio AmeriCup 2025 | Chile    | Bandera de Chile    | 85:63     | Bandera de Ecuador   | Ecuador   |
| 24 de junio de 2023  | Valdivia   | Pre-Clasificatorio AmeriCup 2025 | Ecuador  | Bandera de Ecuador  | 59:66     | Bandera de Paraguay  | Paraguay  |
| 25 de junio de 2023  | Valdivia   | Pre-Clasificatorio AmeriCup 2025 | Barbados | Bandera de Barbados | 105:98    | Bandera de Ecuador   | Ecuador   |

## Historial

### Copa Mundial
Resultado General: 51.º puesto
| Copa Mundial de Baloncesto |
| --- |
| - 1950: 8° Lugar - 1954: No calificó - 1959: No calificó - 1963: No calificó - 1967: No calificó - 1970: No calificó - 1974: No calificó - 1978: No calificó - 1982: No calificó - 1986: No calificó - 1990: No calificó - 1994: No calificó - 1998: No calificó - 2002: No calificó - 2006: No calificó - 2010: No calificó - 2014: No calificó - 2019: No calificó - 2023: No calificó - 2027: TBD |

### Juegos Olímpicos
| Baloncesto en los Juegos Olímpicos |
| --- |
| - Berlín 1936: No calificó - Londres 1948: No calificó - Helsinki 1952: No calificó - Melbourne 1956: No calificó - Roma 1960: No calificó - Tokio 1964: No calificó - México 1968: No calificó - Múnich 1972: No calificó - Montreal 1976: No calificó - Moscú 1980: No calificó - Los Ángeles 1984: No calificó - Seúl 1988: No calificó - Barcelona 1992: No calificó - Atlanta 1996: No calificó - Sídney 2000: No calificó - Atenas 2004: No calificó - Pekín 2008: No calificó - Londres 2012: No calificó - Río 2016: No calificó - Tokio 2020: No calificó - París 2024: No calificó |

### Campeonato FIBA Américas
| - 1980: No calificó - 1984: No calificó - 1988: No calificó - 1989: 12° Lugar - 1992: No calificó - 1993: No calificó - 1995: No calificó - 1997: No calificó - 1999: No calificó - 2001: No calificó - 2003: No calificó - 2005: No calificó - 2007: No calificó - 2009: No calificó - 2011: No calificó - 2013: No calificó - 2015: No calificó - 2017: No calificó - 2022: No calificó - 2025: ? |

### Campeonato Sudamericano
| Campeonato Sudamericano de Baloncesto |
| --- |
| - 1930: No calificó - 1932: No calificó - 1934: No calificó - 1935: No calificó - 1937: No calificó - 1938: 5° Lugar - 1939: No calificó - 1940: No calificó - 1941: No calificó - 1942: 5° Lugar - 1943: No calificó - 1945: 5° Lugar - 1947: 4° Lugar - 1949: No calificó - 1953: 6° Lugar - 1955: 7° Lugar - 1958: 8° Lugar - 1960: 7° Lugar - 1961: 7° Lugar - 1963: 6° Lugar - 1966: 5° Lugar - 1968: 8° Lugar - 1969: No calificó - 1971: 8° Lugar - 1973: 8° Lugar - 1976: No calificó - 1977: No calificó - 1979: No calificó - 1981: No calificó - 1983: No calificó - 1985: No calificó - 1987: No calificó - 1989: 5° Lugar - 1991: 6° Lugar - 1993: 5° Lugar - 1995: No calificó - 1997: 8° Lugar - 1999: 6° Lugar - 2001: 9° Lugar - 2003: No calificó - 2004: No calificó - 2006: No calificó - 2008: No calificó - 2010: 8° Lugar - 2012: No calificó - 2014: 7° Lugar - 2016: 9° Lugar |